# Bolitoglossa silentium
Bolitoglossa silentium is een salamander uit de familie van de longloze salamanders (Plethodontidae). De soort leeft in Costa Rica.

## Verspreiding
Bolitoglossa silentium is bekend van twee locaties in de Cordillera de Talamanca in het Costa Ricaanse deel van Internationaal park La Amistad, Valle del Silencio en Cerro Buru. De soort bewoont nevelwouden die gedomineerd worden door eiken met veel mossen en epifyten op een hoogte van 2300 tot 2450 meter boven zeeniveau.

## Kenmerken
Het holotype van Bolitoglossa silentium heeft een lichaamslengte van 56 millimeter en een staart van 60 millimeter lang. Hiermee is het een middelgrote soort boleettongsalamander. De poten zijn relatief lang en slank. Zwemvliezen ontbreken grotendeels aan de handen en voeten. De rug is donkerbruin van kleur met grote groengele vlekken. De buikzijde is geelgroen gekleurd met een blekere keel.

## Leefwijze
Bolitoglossa silentium is nachtactief en leeft op de stammen van bomen.